# سسکک پهلوگندمی
سسکک پهلوگندمی (نام علمی: Prinia subflava) نام یک گونه از سرده سسکک است.